# Grazer AK
Grazer Athletiksport-Klub – austriacki klub piłkarski.

## Historia
Został założony w 1902 roku w Grazu, grający do 2007 roku w austriackiej pierwszej lidze. Na koniec sezonu 2006/07 został ukarany odjęciem 28 punktów za nieprawidłowości administracyjne, a następnie nie przyznano licencji na sezon 2007/08. W 2007/08 roku GAK występował w austriackiej lidze regionalnej (Fußball-Regionalliga), odpowiedniku trzeciej ligi.
Do 1997 roku klub (z przerwami) występował na Casino Stadion, który został otwarty w roku powstania Grazer AK (1902). Od 1997 roku domową areną zespołu jest Merkur Arena (z przerwą na lata 2013–2019, kiedy to zespół rozgrywał spotkania na swoim obiekcie treningowym Sportzentrum Graz-Weinzödl).

## Sukcesy
- Mistrzostwo Austrii (1): 2004;
- Puchar Austrii (4): 1981, 2000, 2002, 2004;
- Superpuchar Austrii w piłce nożnej (2): 2000, 2002[1].

## Zasłużeni zawodnicy[2]
| Zawodnik        | Rozegrane mecze | Bramki | Asysty |
| --------------- | --------------- | ------ | ------ |
| Mario Zuenelli  | 397             | 83     | 0      |
| Ales Ceh        | 374             | 8      | 1      |
| Walter Koleznik | 363             | 85     | 0      |
| Dieter Ramusch  | 360             | 37     | 12     |
| Gregor Pötscher | 356             | 12     | 4      |

## Najlepsi strzelcy w historii[3]
| Zawodnik        | Rozegrane mecze | Bramki | Średnia goli na mecz |
| --------------- | --------------- | ------ | -------------------- |
| Wilhelm Sgerm   | 245             | 110    | 0,45                 |
| Walter Koleznik | 363             | 85     | 0,23                 |
| Mario Zuenelli  | 397             | 83     | 0,21                 |
| Roland Kollmann | 169             | 80     | 0,47                 |
| Johannes Jank   | 128             | 71     | 0,55                 |

## Trenerzy od 1990
| - Heinz Binder (8 stycznia 1990 - 11 września 1990) - Savo Ekmecic (11 września 1990 - 16 kwietnia 1992) - Milan Miklavic (16 kwietnia 1992 - 24 października 1993) - Hans-Ulrich Thomale (26 października 1993 - lato 1996) - Ljubo Petrovic (lato 1996 - 11 września 1996) - Hans Peter Schaller (11 września 1996 - 20 września 1996) - August Starek (20 września 1996 - lato 1997) - Klaus Augenthaler (lato 1997 - 2 marca 2000) | - Rainer Hörgl (2 marca 2000 - kwiecień 2000) - Werner Gregoritsch (kwiecień 2000 - 21 września 2001) - Christian Keglevits (21 września 2001 - 29 września 2001) - Thijs Libregts (29 września 2001 - 12 sierpnia 2002) - Christian Keglevits (12. August 2002 - 7. Oktober 2002) - Walter Schachner (7 października 2002 - 9 stycznia 2006) - Lars Söndergaard (od 9 stycznia 2006) - Dietmar Pegam (2007 -) |

## Europejskie puchary
Legenda do wszystkich tabel:
- Q – runda eliminacyjna, 1/16, 1/8, 1/4, 1/2 – odpowiednia faza rozgrywek, Grupa – runda grupowa, 1r gr – pierwsza runda grupowa, 2r gr – druga runda grupowa, F – finał, R – runda, PO – play-off
- k. – rzuty karne, los. – losowanie, Dogr. – dogrywka, w. – zasada bramek strzelonych na wyjeździe

| Sezon     | Rozgrywki                 | Runda   | Przeciwnik           | Dom | Wyjazd | Ogólnie     |
| --------- | ------------------------- | ------- | -------------------- | --- | ------ | ----------- |
| 1962/63   | Puchar Zdobywców Pucharów | 2R      | Boldklubben 1909     | 1–1 | 3–5    | 4–6         |
| 1964/65   | Puchar Miast Targowych    | 1R      | NK Zagreb            | 0–6 | 2–3    | 2–9         |
| 1968/69   | Puchar Zdobywców Pucharów | 1R      | ADO Den Haag         | 0–2 | 1–4    | 1–6         |
| 1973/74   | Puchar UEFA               | 1R      | Panachaiki GE        | 0–1 | 1–2    | 1–3         |
| 1981/82   | Puchar Zdobywców Pucharów | 1R      | Dinamo Tbilisi       | 2–2 | 0–2    | 2–4         |
| 1982/83   | Puchar UEFA               | 1R      | Corvinul Hunedoara   | 1–1 | 0–3    | 1–4         |
| 1996/97   | Puchar UEFA               | Q       | Vojvodina            | 2–0 | 5–1    | 7–1         |
| 1996/97   | Puchar UEFA               | 1R      | Germinal Ekeren      | 2–0 | 1–3    | 3–3, w.     |
| 1996/97   | Puchar UEFA               | 2R      | Inter Mediolan       | 1–0 | 0–1    | 1–1, k: 3–5 |
| 1997      | Puchar Intertoto          | Grupa 2 | Silkeborg IF         | 2–0 |        | 2. miejsce  |
| 1997      | Puchar Intertoto          | Grupa 2 | Ebbw Vale            |     | 0–0    | 2. miejsce  |
| 1997      | Puchar Intertoto          | Grupa 2 | Hrvatski Dragovoljac | 1–3 |        | 2. miejsce  |
| 1997      | Puchar Intertoto          | Grupa 2 | SC Bastia            |     | 2–1    | 2. miejsce  |
| 1998/99   | Puchar UEFA               | 2Q      | Vaasan Palloseura    | 3–0 | 0–0    | 3–0         |
| 1998/99   | Puchar UEFA               | 1R      | Liteks Łowecz        | 2–0 | 1–1    | 3–1         |
| 1998/99   | Puchar UEFA               | 2R      | AS Monaco            | 3–3 | 0–4    | 3–7         |
| 1999/2000 | Puchar UEFA               | 2Q      | KÍ Klaksvík          | 4–0 | 5–0    | 9–0         |
| 1999/2000 | Puchar UEFA               | 1R      | Spartak Trnawa       | 3–0 | 1–2    | 4–2         |
| 1999/2000 | Puchar UEFA               | 2R      | Panathinaikos AO     | 2–1 | 0–1    | 2–2, w.     |
| 2000/01   | Puchar UEFA               | 1R      | 1. FC Košice         | 0–0 | 3–2    | 3–2         |
| 2000/01   | Puchar UEFA               | 2R      | RCD Espanyol         | 1–0 | 0–4    | 1–4         |
| 2001/02   | Puchar UEFA               | Q       | HB Tórshavn          | 4–0 | 2–2    | 6–2         |
| 2001/02   | Puchar UEFA               | 2R      | FC Utrecht           | 3–3 | 0–3    | 3–6         |
| 2002/03   | Liga Mistrzów             | 2Q      | Sheriff Tyraspol     | 2–0 | 4–1    | 6–1         |
| 2002/03   | Liga Mistrzów             | 3Q      | Lokomotiw Moskwa     | 0–2 | 3–3    | 3–5         |
| 2002/03   | Puchar UEFA               | 1R      | APOEL FC             | 1–1 | 0–2    | 1–3         |
| 2003/04   | Liga Mistrzów             | 2Q      | SK Tirana            | 2–1 | 5–1    | 7–2         |
| 2003/04   | Liga Mistrzów             | 3Q      | AFC Ajax             | 1–1 | 1–2    | 2–3, Dogr.  |
| 2003/04   | Puchar UEFA               | 1R      | Vålerenga            | 1–1 | 0–0    | 1–1, w.     |
| 2004/05   | Liga Mistrzów             | 3Q      | Liverpool            | 0–2 | 1–0    | 1–2         |
| 2004/05   | Puchar UEFA               | 1R      | Liteks Łowecz        | 5–0 | 0–1    | 5–1         |
| 2004/05   | Puchar UEFA               | Grupa F | AJ Auxerre           |     | 0–0    | 3. miejsce  |
| 2004/05   | Puchar UEFA               | Grupa F | Amica Wronki         | 3–1 |        | 3. miejsce  |
| 2004/05   | Puchar UEFA               | Grupa F | Rangers              |     | 0–3    | 3. miejsce  |
| 2004/05   | Puchar UEFA               | Grupa F | AZ Alkmaar           | 2–0 |        | 3. miejsce  |
| 2004/05   | Puchar UEFA               | 1/16    | Middlesbrough        | 2–2 | 1–2    | 3–4         |
| 2005/06   | Puchar UEFA               | 2Q      | Nistru Otaci         | 1–0 | 2–0    | 3–0         |
| 2005/06   | Puchar UEFA               | 1R      | RC Strasbourg        | 0–2 | 0–5    | 0–7         |